# Championnat du pays de Galles de football 1999-2000
Navigation
Édition précédente Édition suivante
La 8e édition du championnat du pays de Galles de football est remportée par le Total Network Solutions Football Club. C’est le tout premier titre de champion de l’histoire du club. Total Network Solutions l’emporte avec 2 points d’avance sur le champion en titre Barry Town. Cwmbran Town complète le podium.
Le système de promotion/relégation reprend normalement ses droits : descente et montée automatique pour les deux derniers de première division et les deux premiers de deuxième division : Conwy United
Caernarfon Town descendent en deuxième division. Ils sont remplacés pour la saison 2000-2001 par Oswestry Town Football Club et Port Talbot Town Football Club.

## Les clubs de l'édition 1999-2000
| \| Aberystwyth Town Bangor City Caersws FC Connah's Quay Nomads Conwy United Inter Cardiff Cwmbran Town Ebbw Vale FC Newtown AFC TNS Llansantffraid Rhyl FC Barry Town Caernarfon Town Carmarthen Town Haverfordwest County Rhayader Town Afan Lido Cefn Druids Llanelli AFC \| Localisation des clubs engagés dans le championnat. |
| Aberystwyth Town Bangor City Caersws FC Connah's Quay Nomads Conwy United Inter Cardiff Cwmbran Town Ebbw Vale FC Newtown AFC TNS Llansantffraid Rhyl FC Barry Town Caernarfon Town Carmarthen Town Haverfordwest County Rhayader Town Afan Lido Cefn Druids Llanelli AFC                                                           |

| Club                                  | Stade              | Capacité | Ville                     |
| ------------------------------------- | ------------------ | -------- | ------------------------- |
| Aberystwyth Town Football Club        | Park Avenue Ground | 2100     | Aberystwyth               |
| Afan Lido Football Club               | -                  | -        | Aberavon                  |
| Bangor City Football Club             | Farrar Road        | 1500     | Bangor                    |
| Barry Town Football Club              | Jenner Park        | 2500     | Barry                     |
| Caersws Football Club                 | -                  | -        | Caersws                   |
| Carmarthen Town Football Club         | Richmond Park      | 3000     | Carmarthen                |
| UWIC Inter Cardiff Football Club      | Cyncoed Campus     | -        | Cardiff                   |
| Cefn Druids Association Football Club | Plaskynaston Lane  | 2500     | Wrexham                   |
| Connah's Quay Nomads Football Club    | Halfway Ground     | 3000     | Connah's Quay             |
| Conwy United Football Club            | -                  | -        | Conwy                     |
| Cwmbran Town Football Club            | -                  | -        | Cwmbran                   |
| Ebbw Vale Association Football Club   | -                  | -        | Ebbw Vale                 |
| Haverfordwest County Football Club    | Newbridge Meadow   | 2000     | Haverfordwest             |
| Llanelli Association Football Club    | Stebonheath Park   | 3700     | Llanelli                  |
| Newtown Association Football Club     | Latham Park        | 4300     | Newtown                   |
| Rhayader Town Football Club           | The Weirglodd      | 2200     | Rhayader                  |
| Rhyl Football Club                    | Belle Vue          | 4000     | Rhyl                      |
| Total Network Solutions Football Club | Recreation Ground  | 2000     | Llansantffraid-ym-Mechain |

## Compétition

### Classement
Le classement est établi sur le barème de points classique (victoire à 3 points, match nul à 1, défaite à 0).
| Rang | Équipe                  | Pts | J  | G  | N  | P  | Bp | Bc | Diff |
| ---- | ----------------------- | --- | -- | -- | -- | -- | -- | -- | ---- |
| 1    | Total Network Solutions | 76  | 34 | 24 | 4  | 6  | 69 | 37 | +32  |
| 2    | Barry Town T            | 74  | 34 | 23 | 5  | 6  | 98 | 34 | +64  |
| 3    | Cwmbran Town            | 69  | 34 | 21 | 6  | 7  | 71 | 37 | +34  |
| 4    | Carmarthen Town         | 69  | 34 | 22 | 3  | 9  | 68 | 42 | +26  |
| 5    | Llanelli AFC P          | 66  | 34 | 21 | 3  | 10 | 76 | 46 | +30  |
| 6    | Aberystwyth Town        | 61  | 34 | 19 | 4  | 11 | 70 | 46 | +24  |
| 7    | Connah's Quay Nomads    | 57  | 34 | 17 | 6  | 11 | 57 | 35 | +22  |
| 8    | Newtown AFC             | 48  | 34 | 14 | 6  | 14 | 48 | 41 | +7   |
| 9    | Bangor City             | 48  | 34 | 15 | 3  | 16 | 56 | 61 | -5   |
| 10   | Afan Lido               | 46  | 34 | 12 | 10 | 12 | 45 | 43 | +2   |
| 11   | Rhyl FC                 | 44  | 34 | 13 | 5  | 16 | 40 | 60 | -20  |
| 12   | Caersws FC              | 41  | 34 | 11 | 8  | 15 | 49 | 50 | -1   |
| 13   | Cefn Druids P           | 41  | 34 | 13 | 2  | 19 | 44 | 63 | -19  |
| 14   | Rhayader Town           | 34  | 34 | 9  | 7  | 18 | 35 | 48 | -13  |
| 15   | Haverfordwest County    | 29  | 34 | 6  | 11 | 17 | 37 | 65 | -28  |
| 16   | Inter Cardiff           | 29  | 34 | 8  | 6  | 20 | 30 | 62 | -32  |
| 17   | Conwy United            | 20  | 34 | 6  | 5  | 23 | 33 | 96 | -63  |
| 18   | Caernarfon Town         | 11  | 34 | 1  | 8  | 25 | 21 | 81 | -60  |

| Légende : Qualifications et relégations | Légende : Qualifications et relégations                                                       |
| --------------------------------------- | --------------------------------------------------------------------------------------------- |
|                                         | Ligue des champions 2000-2001                                                                 |
|                                         | Coupe de l'UEFA 2000-2001, premier tour préliminaire                                          |
|                                         | Relégation en deuxième division                                                               |
|                                         | (T) : Tenant du titre (C) : Vainqueurs de la Coupe du pays de Galles de football (P) : Promus |

## Bilan de la saison
| Championnat du pays de Galles de football 1999-2000 |                                     |
| Champion                                            | Total Network Solutions (1er titre) |
| Qualifications continentales                        |                                     |
| Ligue des champions 2000-2001                       | Total Network Solutions             |
| Coupe UEFA 2000-2001                                | Barry Town                          |
| Coupe UEFA 2000-2001                                | Cwmbran Town                        |
| Promotions et relégations                           |                                     |
| Promus en Premier League                            | Oswestry Town                       |
| Promus en Premier League                            | Port Talbot Town                    |
| Relégués en Division One                            | Conwy United                        |
| Relégués en Division One                            | Caernarfon Town                     |